# Commune de Bubanza
 (novembre 2024).
Si vous disposez d'ouvrages ou d'articles de référence ou si vous connaissez des sites web de qualité traitant du thème abordé ici, merci de compléter l'article en donnant les références utiles à sa vérifiabilité et en les liant à la section « Notes et références ».
Bubanza est une commune de la province de Bubanza au nord-ouest du  Burundi. La capitale se trouve dans la ville de Bubanza. 